# Кемеровський трамвай
Кемеровський трамвай — діюча трамвайна мережа у місті Кемерово, Росія. Введено до експлуатації 1 травня 1940.

## Маршрути
- № 1 КЕТК-Водолій
- № 3 КЕМЗ-Кіровський район
- № 5 КЕМЗ-Південний
- № 8 КЕМЗ-КОАТ «Азот»
- № 10 Вокзал-Північна

## Рухомий склад на середину 2010-х
| Тип        | Штук |
| ---------- | ---- |
| KTM-5      | 25   |
| KTM-19KT   | 35   |
| KTM-8KM    | 1    |
| LM-99AEN   | 6    |
| KTM-5A     | 3    |
| KTM-5RM2   | 2    |
| KTM-19K    | 1    |
| AKSM-60102 | 7    |
| AKSM-62103 | 1    |

## Ресурси Інтернету
- Кемеровская электротранспортная компания [Архівовано 31 травня 2022 у Wayback Machine.]
- Кемеровский трамвай на сайте СТТС
- Схема трамвайной и троллейбусной сети
- Кемгортранс